# Вспомни, что будет
«Вспомни, что будет» (англ. FlashForward) — американский телесериал, адаптированный для телевидения Брэнноном Брагой и Дэвидом С. Гойером, который транслировался в течение одного сезона на канале ABC с 24 сентября 2009 года по 27 мая 2010 года. Он основан на романе канадского писателя-фантаста Роберта Дж. Сойера «Flashforward» 1999 года. Сериал крутится вокруг жизни нескольких людей, поскольку загадочное событие заставляет почти всех на планете одновременно терять сознание на две минуты и семнадцать секунд 6 октября 2009 года. Во время этого отключения света люди видят то, что кажется видениями их жизни через шесть месяцев, в глобальный «флэш-форвард» 29 апреля 2010 года.
В мае 2010 года ABC объявила об отмене сериала. Финал первого сезона был снят до того, как стало известно, что шоу будет отменено, и показал ещё одно событие флэш-форварда, которое произойдет более чем через 20 лет в будущем. Это более точно следует оригинальной книге, в которой есть ретроспектива, заглядывающая в будущее на 21,5 года.

## Производство и показ
Изначально сериал планировался к показу на кабельном канале HBO, но стартовал на телеканале ABC 24 сентября 2009 года в 19:00 по центральному времени. ABC предварительно заказал 12 серий, а затем продлил сериал до полного сезона в 22 серии. Режиссёр считал, что сериал выдержит более трёх сезонов, но после показа первого сезона из-за низких рейтингов было принято решение о прекращении съёмок. 27 мая 2010 года была показана последняя серия первого сезона и всего сериала.
В Канаде телесериал транслировался на канале «A», в России — на Первом канале, канале «Пятница!» и канале «Fox Life Россия», в Казахстане — на «Первом канале Евразия».

## Сюжет
События основной сюжетной линии начинаются 6 октября 2009 года в 11:00, когда происходит событие, которое позже назовут «Затмением»: все люди на Земле одновременно теряют сознание и находятся в бессознательном состоянии ровно 137 секунд. Территории, населённые людьми, погружаются в хаос, вызванный бездействием людей, до отключения управлявших различными устройствами и механизмами, в результате чего около 20 миллионов человек погибают в техногенных катастрофах. В это время многих посещают флешфорварды — видения, демонстрирующие будущее, причём, все люди в видениях переносятся в один и тот же момент — 29 апреля 2010 года.
Правительством США в составе ФБР организуется специальная группа, которая начинает разработку проекта «Мозаика» (Mosaic). Цель проекта: провести расследование, определить причины «затмения» и выяснить вероятность его повторения. Благодаря сайту проекта «Мозаика» и флешфорвардам разных людей члены группы собирают данные, которые иногда помогают, а иногда вредят расследованию. Многие персонажи сериала, видевшие своё будущее, пытаются изменить его: увидевшие себя счастливыми изо всех сил пытаются приблизить момент счастья, другие, будучи недовольны увиденным, пытаются что-то изменить в лучшую сторону, но изменить ход событий не удаётся никому. Есть и те, у кого в эти две минуты не было видений; со временем такие люди понимают, что не видели своего будущего потому, что у них его нет — через полгода они будут мертвы.
Изучение данных, записанных камерами наружного наблюдения в момент «затмения», показывает, что, по крайней мере, один человек оставался в сознании. Он получает название «начальный подозреваемый». Вскоре двое американских учёных в области квантовой физики — Ллойд Симко и Саймон Кампос — дают пресс-конференцию, в ходе которой признаются в том что, вероятно, причиной «затмения» является их эксперимент, связанный с тахионной тёмной материей. Выясняется, что «начальный подозреваемый» — это Кампос.
В ходе расследования агент ФБР Марк Бенфорд выходит на некую теневую организацию, которая стоит за Симко и Кампосом. Представители организации привлекли к своим экспериментам савантов и, совершая прыжки в будущее, узнавали и запоминали необходимую информацию. Им удалось тайно перепрограммировать ускоритель, на котором проводил исследования Кампос, с тем чтобы осуществить отключку. Становится достоверно известно, что члены организации, благодаря знаниям о будущем, обогащались, успешно играя на бирже и, возможно, планировали контролировать правительства планеты.
В концовке первого сезона членам «Мозаики» так и не удаётся избежать повторного «затмения», которое происходит 29 апреля 2010 года. Однако благодаря Кампосу, в их руки попадает информация о тех, кто стоит за «затмением».

## В ролях
- Кортни Б. Вэнс (англ. Courtney B. Vance) — Стэн Ведек (Stanford Wedeck) 22 эпизода 2009 г. — 2010 г.
- Джозеф Файнс (англ. Joseph Fiennes) — Марк Бенфорд (Mark Benford) 22 эпизода 2009 г. — 2010 г.
- Джек Дэвенпорт (англ. Jack Davenport) — Ллойд Симко (Lloyd Simcoe) 22 эпизода 2009 г. — 2010 г.
- Захари Найтон (англ. Zachary Knighton) — Брайс Варли (Dr. Bryce Varley) 22 эпизода 2009 г. — 2010 г.
- Брайан Ф. О’Бирн (англ. Brían F. O'Byrne) — Арон Старк (Aaron Stark) 22 эпизода 2009 г. — 2010 г.
- Соня Уолгер (англ. Sonya Walger) — Оливия Бенфорд (Dr. Olivia Benford) 22 эпизода 2009 г. — 2010 г.
- Кристин Вудс (англ. Christine Woods) — Дженис Хок (Janis Hawk) 22 эпизода 2009 г. — 2010 г.
- Пейтон Лист (англ. Peyton List) — Николь Кирби (Nicole Kirby) 22 эпизода 2009 г. — 2010 г.
- Джон Чо (англ. John Cho) — Демитрий Ноу (Demetri Noh) 21 эпизод 2009 г. — 2010 г.
- Доминик Монаган (англ. Dominic Monaghan) — доктор Саймон Кампос (Simon Campos) 17 эпизодов 2009 г. — 2010 г.
- Барри Шабака Хенли (англ. Barry Shabaka Henley) — Агент Шелли Врид (Agent Shelly Vreede) 13 эпизодов 2009 г. — 2010 г.
- Леннон Винн (англ. Lennon Wynn) — Чарли Бенфорд (Charlie Benford) 13 эпизодов 2009 г. — 2010 г.
- Райен Вайнотт (англ. Ryan Wynott) — Дилан Симко (Dylan Simcoe) 13 эпизодов 2009 г. — 2010 г.
- Женевьев Падалеки (англ. Genevieve Padalecki) — Трейси Старк (Tracy Stark) 10 эпизодов 2009 г. — 2010 г.
- Майкл Или (англ. Michael Ealy) — Маршалл Вогел (Marshall Vogel) 10 эпизодов 2009 г. — 2010 г.
- Габриэль Юнион (англ. Gabrielle Union) — Зои Андата (Zoey Andata) 9 эпизодов 2009 г. — 2010 г.
- Ли Томпсон Янг (англ. Lee Thompson Young) — Эл Гоуг (Al Gough) 8 эпизодов 2009 г. — 2010 г.
- Майкл Масси (англ. Michael Massee) — Дайсон Фрост (Dyson Frost) 8 эпизодов 2009 г. — 2010 г.
- Эми Розофф (англ. Amy Rosoff) — Марси Тарофф (Marcie Turoff) 7 эпизодов 2009 г. — 2010 г.
- Синтия Аддай-Робинсон (англ. Cynthia Addai-Robinson) — Дебби (Debbie) 6 эпизодов 2009 г. — 2010 г.
- Джеймс Кэллис (англ. James Callis) — Гэбриэль МакДау (Gabriel McDow) 4 эпизода 2009 г. — 2010 г.
- Рики Джей (англ. Ricky Jay) — Тед Флоссо (Ted Flosso) 3 эпизода 2009 г. — 2010 г.

## Книга
Идею для сериала создатели позаимствовали из одноимённой книги 1999 года канадского фантаста Роберта Сойера.

## Эпизоды
| № | Название                                                               | Режиссёр                                    | Автор сценария                                                                         | Дата премьеры    | Зрители в США (млн) |
| --- | ---------------------------------------------------------------------- | ------------------------------------------- | -------------------------------------------------------------------------------------- | ---------------- | ------------------- |
| 1 | «Больше нет хороших дней» «No More Good Days»                          | Дэвид С. Гойер                              | Дэвид С. Гойер и Брэннон Брага                                                         | 24 сентября 2009 | 12.47               |
| По непонятным причинам происходит «Затмение»: почти все люди планеты Земля одновременно теряют сознание на 2 минуты 17 секунд, и многих из них посещают видения. Придя в себя, эти люди понимают, что видели события, которые произойдут с ними через шесть месяцев (приблизительно в 22 часа 29 апреля 2010). В Лос-Анджелесе агенту ФБР Марку Бенфорду (Джозеф Файнс) поручено расследование причин произошедшего. Он начинает работу, невзирая на то, что увиденное им собственное будущее доставляет ему ужасные страдания. Начальник Марка Стэн Ведек (Кортни Б. Вэнс) поручает ему создать архив видений людей со всего мира; этот архив будет называться Коллективной Мозаикой. При изучении записи одной из камер наблюдения на стадионе в Детройте обнаруживается, что во время «Затмения» один находившийся на стадионе человек не потерял сознание: на видео он, оглядываясь по сторонам, медленно идёт к выходу. |                                                                        |                                             |                                                                                        |                  |                     |
| 2 | «Ход белыми» «White to Play»                                           | Дэвид С. Гойер                              | История: Брэннон Брага и Дэвид С. Гойер Телесценарий: Дэвид С. Гойер и Марк Гуггенхайм | 1 октября 2009   | 10.75               |
| Марк Бенфорд и его напарник Демитрий Ноу (Джон Чо) едут в штат Юта для поисков человека, который возможно причастен ко всеобщей потере сознания. Оливия Бенфорд (Соня Уолгер), жена Марка, встречает в больнице Ллойда Симко (Джек Дэвенпорт) — мужчину, которого она ранее не знала, но видела в своём видении. Сын Ллойда, Дилан (Райан Вайнотт), страдающий аутизмом и оказавшийся в этот момент в больнице (из-за чего Оливия и сталкивается с Ллойдом), никогда ранее не видевший Оливию, почему-то знает её имя. Чарли (Леннон Винн), дочери Оливии и Марка, трудно рассказать о том, что она увидела. Они говорит Марку, что некий Д. Гиббонс (человек, имя которого было написано на доске в видении Марка) — плохой человек. |                                                                        |                                             |                                                                                        |                  |                     |
| 3 | «137 немецких секунд» «137 Sekunden»                                   | Майкл Раймер                                | Дэвид С. Гойер и Марк Гуггенхайм                                                       | 8 октября 2009   | 9.05                |
| Марк Бенфорд и сотрудница его группы Дженис Хок (Кристин Вудс) едут в Германию для встречи с заключённым — бывшим нацистом. Тот заявляет, что обладает важной информацией, связанной с Затмением. Демитрий испытывает страх перед своим будущим. Аарон Старк (Брайан Ф. О'Бирн), близкий друг и куратор Марка в обществе анонимных алкоголиков, просит его помочь получить разрешение на эксгумацию захороненного тела, которое ранее считалось трупом дочери Старка, Трейси (Женевьев Кортезе), чтобы провести тест ДНК, потому что после видения он уверен, что девушка жива. В конце серии повествование переносится в Сомали в 1991 год, где местный юноша видит странные башни и гибель ворон. На последнее обстоятельство по наводке бывшего нациста обращают внимание Марк и его команда, так как было установлено, что во время Затмения по всему миру резко сократилась популяция ворон. |                                                                        |                                             |                                                                                        |                  |                     |
| 4 | «Чёрный лебедь» «Black Swan»                                           | Майкл Раймер                                | Лиза Зверлинг и Скотт М. Гимпл                                                         | 15 октября 2009  | 9.07                |
| Оливия не желает признавать доводы своего коллеги Брайса (Захари Найтон), что видение их пациента может способствовать постановке правильного диагноза и должно влиять на ход лечения. Демитрий критикует Марка за то, что он даже не пытается предотвратить увиденное, а Марк, в свою очередь, упрекает Демитрия, что тот настолько боится своего будущего, что страх управляет им. Няня дочери Марка и Оливии, Николь (Пейтон Лист), возвращается к своей работе и рассказывает Марку о своём видении, осознавая его ужасающий смысл. Ллойду звонит таинственный человек по имени Саймон (Доминик Монаган) и произносит фразу: «...мы повинны в крупнейшей катастрофе в истории человечества». |                                                                        |                                             |                                                                                        |                  |                     |
| 5 | «Скажите правду» «Gimme Some Truth»                                    | Бобби Рот                                   | История: Барбара Нэнс Телесценарий: Доун Прествич и Николь Йоркин                      | 22 октября 2009  | 9.88                |
| Марк в подробностях описывает своё видение На слушании сенатской комиссии по разведке, чтобы эта комиссия установила целесообразность продолжения спонсирования отдела Стэнфорда Ведека, который занимается расследованием всего, что связано с Затмением. Дженис заботит, как повлияет её видение на новые любовные отношения с женщиной (она считает себя гомосексуальной, при этом в видении была беременной). Оливия получает от неизвестного отправителя SMS-сообщение, в котором утверждается, что Марк в своём видении употреблял алкоголь. В отделе Марка на спутниковых снимках местности в Сомали, сделанных в 1991 году, обнаруживают 35-метровые башни неизвестного назначения, тайно построенные всего за пять месяцев. На Марка и его команду в Вашингтоне и на Дженис в Лос-Анджелесе нападают неизвестные. Нападавшие погибают. |                                                                        |                                             |                                                                                        |                  |                     |
| 6 | «Страшные монстры и большие мурашки» «Scary Monsters and Super Creeps» | Бобби Рот                                   | Сет Хоффман и Куинтон Пиплз                                                            | 29 октября 2009  | 8.97                |
| Марк, Демитрий и Ведек пытаются найти связь между нападениями на них и на Дженис. Накануне Хэллоуина Оливия ругается с Марком из-за того, что в его видении он пил и раз он не доверяет ей (что она не изменит ему с Ллойдом), то она не может доверять ему. В расследовании появляются новые факты (на трупах людей, нападавших на команду Марка, обнаружен знак синей руки, который всплывал и в видении Марка), Демитрий и Гофф (Ли Томпсон Янг) отправляются на поиски и в заброшенном доме обнаруживают трупы людей, кисть руки одного из которых окрашена в синий цвет, а сын Ллойда, Дилан, уходит из больницы в дом Оливии и Марка. Ллойда на заднем сидении машины подстерегает Саймон и говорит, что «Ллойд сбежал в Лос-Анджелес», что «все о нём волнуются», а Ллойд отвечает, что «эксперимент угробил двадцать миллионов человек». |                                                                        |                                             |                                                                                        |                  |                     |
| 7 | «Подарок» «The Gift»                                                   | Ник Гомес                                   | Лиза Зверлинг и Йен Голдберг                                                           | 5 ноября 2009    | 8.57                |
| Марк, Демитрий, Гофф и приехавшая из Лондона агент ФБР Фиона Бэнкс (Алекс Кингстон) пытаются выяснить, какую связь имеет клуб «Синяя рука» с происходившими самоубийствами. Первые трое отправляются на собрание лос-анджелесского отделения клуба и арестовывают его лидера, известного под псевдонимом Рейно (Каллум Кит Ренни). К Аарону приходит Майк (Марк Фамильетти), бывший сослуживец его дочери по армии, и рассказывает, что видел её мёртвой. Позже Аарон устраивает его на работу. Демитрий говорит своей подруге Зои (Габриэль Юнион), что у него не было видения, следовательно, в течение полугода он умрёт, на что она отвечает, что в своём видении видела их свадьбу и что раз их видения противоречат друг другу, нужно выбрать хорошее будущее и заняться подготовкой к нему. Николь устраивается волонтёром в больницу Оливии и помогает Брайсу разобраться в его видении. Гофф, которому в его видении адвокат сообщал о том, что он по непонятной причине причастен к смерти некой женщины по имени Селия, пытается преподнести этой женщине «подарок»: прыгает с крыши небоскрёба, надеясь, что если он покончит с собой, будущее изменится и она останется жива. Аарон, придя домой, неожиданно видит свою дочь, которая, сидя за столом, здоровается с ним. |                                                                        |                                             |                                                                                        |                  |                     |
| 8 | «Покер с койотом» «Playing Cards with Coyote»                          | Ник Гомес                                   | Марк Гуггенхайм и Барбара Нэнс                                                         | 12 ноября 2009   | 8.28                |
| Марк прерывает романтическое пребывание в отеле с Оливией, потому что ему сообщают о новой зацепке в деле о затмении: на видеозаписи преступления на руке убийцы вытатуированы звёзды, которые он видел в своём видении. Агенты ФБР вместе с вернувшейся на работу Дженис допрашивают свидетельницу убийства и решают использовать её как приманку для захвата злоумышленников, в их ловушку попадает человек со звёздами на руке, но Демитрий убивает его. Трейси рассказывает отцу о том, что скрывается от наёмников из армейского подразделения под названием Джерико, и он против её воли говорит об этом Марку, думая, что тот может защитить его дочь. Саймон предлагает Ллойду сыграть в покер, и если выиграет Саймон, то они не станут делать официальное заявление, что это они, группа учёных-физиков, в том числе и Ллойд, кандидат на получение Нобелевской премии, вызвали Затмение. Но проигрывавший в ходе партий Симко в последний момент во время игры со ставкой на все деньги проделывает трюк с картой, которую он ранее показывал сыну, и выигрывает. Неизвестному мужчине приносят кейс с кольцами, который взяли у человека, убитого в начале серии; этот мужчина убивает человека, принёсшего кейс, и уходит.                                                |                                                                        |                                             |                                                                                        |                  |                     |
| 9 | «Верь» «Believe»                                                       | Майкл Нанкин                                | Николь Йоркин и Доун Прествич                                                          | 19 ноября 2009   | 7.98                |
| Брайс, хочет разыскать девушку из своего видения — японку с иероглифом на руке, означающим слово «Верь»; для этого он летит в Японию, но родственники этой девушки препятствуют их встрече. В то же время демонстрируется видение этой девушки, которую зовут Кэйко, и события из её жизни до вспышки — как она устроилась работать в престижную компанию, но потом ушла из-за мечты стать музыкантом и найти незнакомого парня из своего видения (Брайса). Аарон недоволен изменениями, произошедшими с его дочерью за два года её отсутствия, в частности тем, что она стала пить. Марк обнаруживает, что Оливии пришло SMS-сообщение, повествующее о подробностях его видения (что он в видении пил), и начинает поиски того, кто его прислал. Коллеги Демитрия пытаются найти неизвестную, предупредившую его о смерти и определяют, что звонок был сделан из азиатской страны; вопреки запретам начальника Марк хочет отправиться туда вместе с Демитрием. Потерпев неудачу в поисках Кэйко, Брайс возвращается в Америку ни с чем, туда же отправляется Кэйко. Они летят в Лос-Анджелес на одном и том же самолёте, но при этом не встречаются. |                                                                        |                                             |                                                                                        |                  |                     |
| 10 | «A561984» «A561984»                                                    | Майкл Нанкин                                | Дэвид С. Гойер и Скотт М. Гимпл                                                        | 3 декабря 2009   | 7.07                |
| Несмотря на запрет Ведека, Марк и Демитрий едут в Гонконг, чтобы найти женщину, владеющую информацией о судьбе Демитрия. Ллойд рассказывает полиции, каким образом он и Саймон причастны к всемирной потере сознания. Зои начинает осознавать истинный смысл своего видения. |                                                                        |                                             |                                                                                        |                  |                     |
| 1112 | «Открывая начало» «Revelation Zero»                                    | Джон Полсон Константин Макрис и Джон Полсон | Сет Хоффман и Марк Гуггенхайм Куинтон Пиплз                                            | 18 марта 2010    | 6.61                |
| Ллойда похищают, а Марка временно отстраняют от работы в ФБР. Демитрий с неохотой становится напарником агента ЦРУ Вогеля, с которым им предстоит вместе продолжить поиски учёного; Марк также начинает собственное расследование. Дженис узнаёт семейные тайны Саймона. |                                                                        |                                             |                                                                                        |                  |                     |
| 13 | «Ответный удар» «Blowback»                                             | Константин Макрис                           | Лиза Зверлинг и Барбара Нэнс                                                           | 25 марта 2010    | 6.17                |
| Аарон хочет понять, почему военные преследуют его дочь. Марк расспрашивает Ллойда о телефонном разговоре в его видении. Зои пытается сделать всё, что в её силах, чтобы изменить судьбу Демитрия. |                                                                        |                                             |                                                                                        |                  |                     |
| 14 | «Лучшие ангелы нашего естества» «Better Angels»                        | Константин Макрис                           | Скотт М. Гимпл и Йен Голдберг                                                          | 1 апреля 2010    | 5.04                |
| Демитрий, Дженис, Саймон и Вогель отправляются в Сомали, чтобы разобраться, откуда здесь появились таинственные строения. В посёлке агенты узнают, что в 1991 году в этих местах уже происходили массовые отключения сознания людей. Брюс рассказывает Николь о своей тяжёлой болезни. Оливия расспрашивает дочь о её видении. |                                                                        |                                             |                                                                                        |                  |                     |
| 15 | «Жертва ферзя» «Queen Sacrifice»                                       | Бобби Рот                                   | Байрон Баласко и Тимоти Дж. Лиа                                                        | 8 апреля 2010    | 5.42                |
| Марк и Вогель пытаются вычислить предателя — сотрудника ФБР, который своими действиями мешает Марку вернуться на работу. Марк понимает, что единственный способ сохранить свою семью и брак — на время уехать из дома. Кэйко продолжает поиски Брайса в Лос-Анджелесе и устраивается на работу в неожиданное место. |                                                                        |                                             |                                                                                        |                  |                     |
| 16 | «Не давайте отделиться» «Let No Man Put Asunder»                       | Бобби Рот                                   | Сет Хоффман и Куинтон Пиплз                                                            | 15 апреля 2010   | 4.98                |
| Демитрий и Зои решают ускорить подготовку к свадьбе. Ведек помогает Аарону проникнуть в Иерихон для спасения Трейси. С каждым днём дружба Оливии и Ллойда становится все крепче. |                                                                        |                                             |                                                                                        |                  |                     |
| 17 | «Сад разветвляющихся путей» «The Garden of Forking Paths»              | Ник Гомес                                   | Дэвид С. Гойер и Лиза Зверлинг                                                         | 22 апреля 2010   | 5.53                |
| Марк и его команда делают всё возможное, чтобы отыскать Демитрия, жизнь которого висит на волоске. Подозреваемая в терроризме Альда обещает Зои предоставить информацию о местонахождении её возлюбленного. Оливия узнаёт, кто отправил ей сообщение о видении Марка. |                                                                        |                                             |                                                                                        |                  |                     |
| 18 | «Прощай, дорога из жёлтого кирпича» «Goodbye Yellow Brick Road»        | Ник Гомес                                   | Николь Йоркин и Доун Прествич                                                          | 29 апреля 2010   | 5.17                |
| Дженис продолжает рушить планы своих коллег из ФБР, работая на таинственного заказчика. Оливия получает тревожные новости от Габриела, у которого уже было несколько отключений сознания. В Афганистане Аарон продолжает поиски Трейси. |                                                                        |                                             |                                                                                        |                  |                     |
| 19 | «Корректировка курса» «Course Correction»                              | Лесли Либман                                | Роберт Дж. Сойер                                                                       | 6 мая 2010       | 4.77                |
| Демитрий и агент Бенкс идут по следу таинственного убийцы, который охотится за людьми, думающими, что им удалось изменить будущее и избежать злой участи. Марк с неохотой соглашается помочь Саймону в поисках его сестры Аннабель. После того, как Марк находит Аннабель, Саймон звонит ему и говорит: «Прощай». |                                                                        |                                             |                                                                                        |                  |                     |
| 20 | «Переговоры» «The Negotiation»                                         | Лесли Либман                                | История: Дебби Эзер Телесценарий: Байрон Баласко и Куинтон Пиплз                       | 13 мая 2010      | 4.75                |
| Марк делает всё от него зависящее, чтобы защитить Габриэля. Аарон вычисляет похитителей своей дочери и пытается спасти её. Саймон сталкивается лицом к лицу с главой таинственной организации, ответственной за Затмение. |                                                                        |                                             |                                                                                        |                  |                     |
| 21 | «Обратный счёт» «Countdown»                                            | Джон Полсон                                 | Лиза Зверлинг и Сет Хоффман                                                            | 20 мая 2010      | 5.26                |
| Чтобы узнать дату следующего отключения сознания, Марк допрашивает Лукаса Хеллингера. Демитрий стоит перед выбором: выдать Саймона ФБР или помочь ему. Ллойд решает уравнение из своего видения. Аарон узнаёт, почему Иерихон охотится за его дочерью. Николь сомневается, рассказывать ли Брайсу о Кэйко. |                                                                        |                                             |                                                                                        |                  |                     |
| 22 | «Шок от будущего» «Future Shock»                                       | Джон Полсон                                 | Тимоти Дж. Лиа и Скотт М. Гимпл                                                        | 27 мая 2010      | 4.96                |
| Наступает 29 апреля 2010 года. Пока все жители планеты ждут, сбудутся ли их видения, Марк узнаёт день следующего Затмения. Саймон и Демитрий взламывают главный компьютер Корпорации в надежде предотвратить массовое отключение сознания. 29 апреля, в 22:14, вся планета отключается на то же время. Но в своих видениях будущего все видят уже две даты: 4 марта 2011 года и 31 декабря 2014 года. В видении Чарли звучат слова: «Они нашли папу!», после чего здание ФБР, в котором находится Марк, взрывается. |                                                                        |                                             |                                                                                        |                  |                     |